# Faculté d'ingénierie aérospatiale de l'université de Delft
 (février 2014).
Le contenu est difficilement compréhensible vu les erreurs de traduction, qui sont peut-être dues à l'utilisation d'un logiciel de traduction automatique.

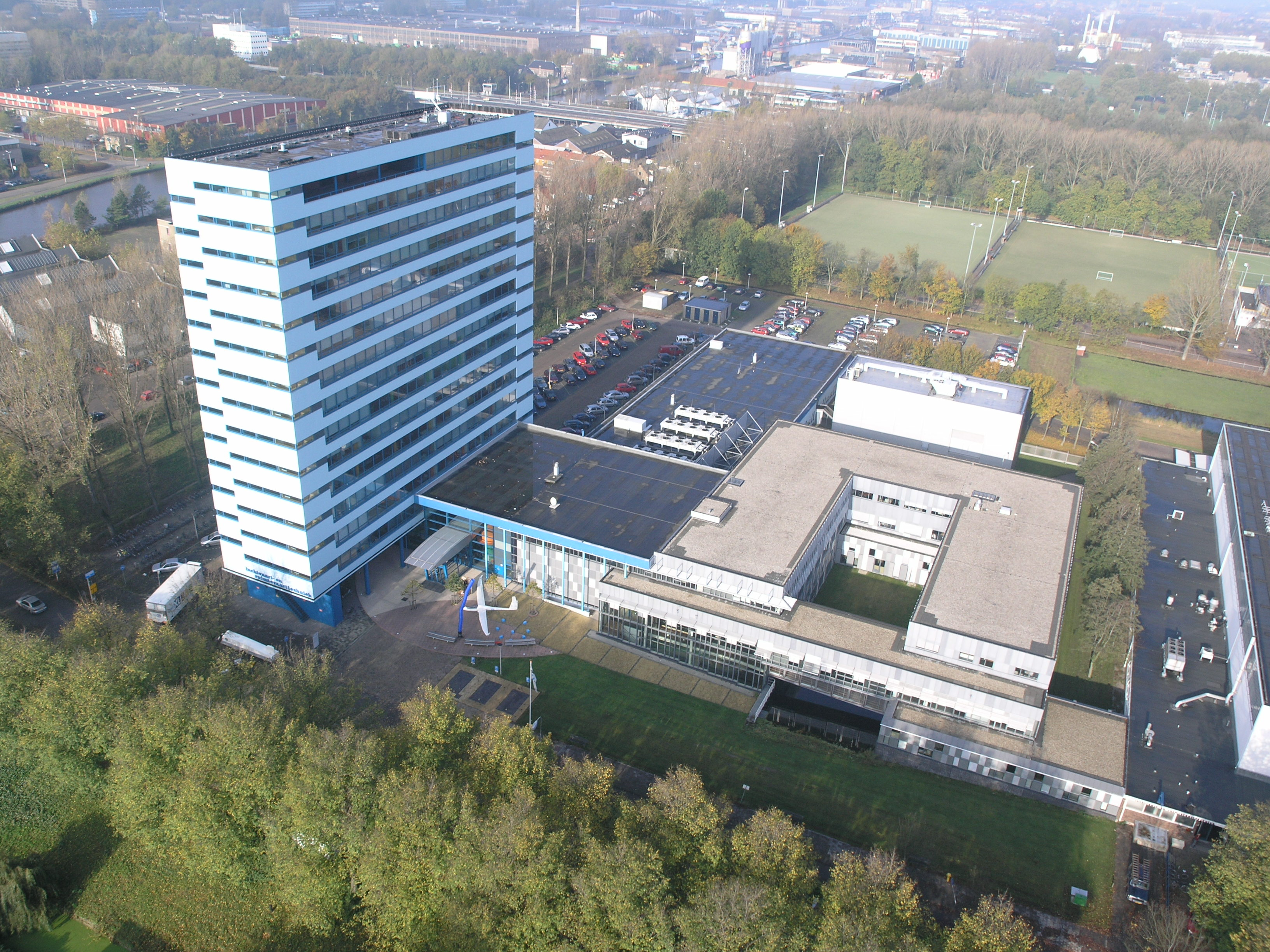
La Faculté d'ingénierie aérospatiale de l'université technique de Delft vue du ciel

La faculté d'ingénierie aérospatiale de l'Université technique de Delft aux Pays-Bas est la fusion de deux disciplines inter communes, l’ingénierie aéronautique et l’ingénierie astronautique. L’ingénierie aéronautique se consacre spécifiquement aux avions et à l’aéronautique. L’ingénierie astronautique se consacre spécifiquement aux véhicules spatiaux et à l’astronautique. Les deux domaines sont adressés directement à la Faculté d’Ingénierie Aerospatiale avec une extension dans des domaines comme l’énergie éolienne.

## Description
La Faculté est l’une des plus grandes parmi les 8 facultés à l’Université de Technologie de Delft et une des plus grandes facultés entièrement dévouée à l’ingénierie aérospatiale en Europe du Nord. C’est la seule institution qui entreprend de la recherche et l’éducation directement en rapport avec l’ingénierie aéronautique aux Pays-Bas. Au cours des années, la Faculté a répondu à la demande croissante de l’industrie aérospatiale en agrandissant ces installations et laboratoires de recherche. Aujourd’hui, la Faculté possède un corps étudiant de 2300 étudiants en licence et Master, 237 membres du personnel universitaire et 181 étudiants en PhD.
Près de 34 % des étudiants viennent hors des Pays-Bas.
TU Delft atteint la 15e place dans le Classement mondial des universités QS, catégorie « Ingénierie et Technologie » en 2013. En 2012, TU Delft atteint la 33e place dans la catégorie « Ingénierie mécanique et de production ». En 2013, cette catégorie s’étend et devient « Ingénierie Mécanique, Aéronautique et de production » et TU Delft se retrouve à la 18e position dans le monde entier (6e en Europe).

## La recherche
Les domaines actuels de recherche sont novel aerospace materials, Particle Image Velocimetry, CubeSat entre autres. Actuellement, dix chercheurs principaux sont groupés à travers 4 départements principaux :
- Aérodynamique, Énergie Éolienne, Performances de vol et Propulsion
- Contrôle et opérations
- Structures et Matériaux Aérospatiaux
- Ingénierie de l’Espace

## Aménagements
De vastes installations de recherche et laboratoires sont utilisés pour la recherche et l’éducation. Dans ces installations sont inclus des souffleries supersoniques, hypersoniques et subsonique, un simulateur à haute-sensibilité, et un laboratoire de recherche pour matériaux. Ces installations permettent de réaliser des expériences dans des facteurs homme-machine, contrôle du vol, les structures et matériaux, l’aérodynamique, la simulation et la navigation. La faculté possède et utilise un Cessna Citation, un avion à réaction qui se trouve être un laboratoire volant unique. Le Citation est aussi bien utilisé pour la recherche que pour l’éducation. Son intérieur modulaire permet de rapidement changer d’une mission de recherche à un vol éducationnel pour les étudiants. Le Simona, un simulateur de vol, est l’une des plus étonnantes installations à la faculté. Il est possible de le programmer pour simuler n’importe quel avion connu, mais aussi d’imiter les caractéristiques d’un nouveau design. Le design léger unique permet un mouvement extrêmement réaliste. Le simulateur est utilisé pour la recherche, mais aussi comme sujet de certaines thèses en Master.

## Coopération nationale et internationale
La Faculté joue un rôle important dans des organisations nationales comme le National Aerospace Laboratory (Laboratoire National de l’Aérospatial), l’Agence Néerlandaise des Programmes Aérospatiaux et l'Organisation néerlandaise pour la recherche scientifique appliquée. Des collaborations avec de nombreuses industries internationales et multinationales à travers non seulement des groupes de recherche à l’étranger mais aussi aux Pays-Bas, permettent à la Faculté de rester au premier rang des derniers développements dans l’industrie aérospatiale. La Faculté est membre de PEGASUS, le réseau européen des prestigieuses universités aérospatiales. Elle participe également à l’échange d’étudiants et de professeurs à travers les programmes et accords à travers différentes autres universités partenaires, Socrates/Erasmus. La faculté joue un rôle majeur dans la ligue IDEA (Delft, EPFZ, RWTH Aachen, Chalmers).